# 132820 Miskotte
132820 Miskotte este un asteroid din centura principală de asteroizi.

## Descriere
132820 Miskotte este un asteroid din centura principală de asteroizi. A fost descoperit pe 17 august 2002 la Observatorul Palomar în cadrul programului NEAT. Asteroidul prezintă o orbită caracterizată de o semiaxă mare de 3,01 ua, o excentricitate de 0,10 și o înclinație de 5,5° în raport cu ecliptica.